# Carl Sundberg (medicinare)
Carl Jonas Gustaf Sundberg, född 24 juli 1859 i Bjuråkers socken, Gävleborgs län, död 10 juni 1931 i Engelbrekts församling, Stockholm
, var en svensk läkare och professor.

## Biografi
Sundberg blev student vid Uppsala universitet 1879, medicine kandidat 1885, medicine licentiat 1890 samt medicine doktor 1892, sedan han offentligen försvarat en avhandlingen Undersökningar öfver möjligheten af mikrobers inträngande genom den oskadade tarmslemhinnans yta. Samma år förordnades han till docent och laborator i experimentell patologi och patologisk anatomi i Uppsala samt utnämndes 1896 till ordinarie professor i patologi där och 1900 till professor i patologisk anatomi vid Karolinska institutet. Från 1908 undervisade han även vid Tandläkareinstitutet i Stockholm och fungerade som institutets inspektor från 1909.
Åren 1901–1916 var han ledamot av Karolinska Institutets Nobelkommitté och 1904–1915 redaktör för Svenska Läkaresällskapets tidskrift "Hygiea". År 1918 blev han kontrollant vid Statens Bakteriologiska Laboratorium och tog avsked från professuren 1924.
Carl Sundberg var gift med Anna Edström. De fick sonen Åke Sundberg.